# Herochroma eudicheres
Herochroma eudicheres là một loài bướm đêm trong họ Geometridae.